# Heroes Join Forces
L'Union fait la force ("Heroes Join Forces" en version originale) est le deuxième crossover annuel de l'univers Arrowverse sur CW. Il met en scène des épisodes des séries télévisées Flash et Arrow. Il a été diffusé les 1er et 2 décembre 2015. D'abord l'épisode de Flash, "Les Légendes d'aujourd'hui", puis l'épisode d'Arrow "Les Légendes d'hier". Les épisodes introduisent des personnages de DC's Legends of Tomorrow, une série spin-off qui était en cours de développement.
Dans le crossover, Barry Allen / Flash et Oliver Queen / Arrow s'associent pour affronter Vandal Savage, qui cherche Kendra Saunders et Carter Hall, les réincarnations de Hawkgirl et Hawkman.
Le crossover a été annoncé en janvier 2015 par le président de CW, Mark Pedowitz, qui a déclaré l'intention de la chaîne d'avoir un crossover Arrowverse pour chaque saison à la suite du succès du crossover de l'année précédente Flash contre Arrow. En septembre, les scripts de chaque épisode avaient été écrits, le tournage a eu lieu peu avant la fin du mois et jusqu'en octobre 2015. 
Un nouveau crossover a eu lieu l'année suivante, intitulé Invasion!,.

## Résumé
Vandal Savage arrive à Central City pour tuer Kendra Saunders. Barry Allen emmène Kendra à Star City et demande l'aide d'Oliver Queen et de son équipe pour la protéger. Malcolm Merlyn rend visite à l'équipe et les informe que Savage est un immortel. Plus tard, Kendra est kidnappée par Hawkman, mais Barry et Oliver la sauvent et le capturent. Il se présente comme Carter Hall et leur dit que lui et Kendra sont des âmes sœurs qui sont connectées depuis des millénaires. Ils sont destinés à se retrouver dans chaque vie, Savage les chassant dans chacune de ces vies, devenant à chaque fois plus fort. Savage récupère le Bâton d'Horus, une arme mortelle. 
Pendant ce temps, Oliver croise son ex-petite amie Samantha Clayton avec un petit garçon. Il le soupçonne d'être son fils et demande à Barry de comparer leur ADN. Oliver est bien le père de William mais à Samantha ne le laisse le voir qu'à condition qu'il n'en parle à personne, y compris Felicity. Celle-ci apprend la nouvelle et se sent trahie qu'Oliver soit toujours prêt à avoir des secrets pour elle, alors elle met fin à leur relation. 
De son côté, Malcolm organise une rencontre entre Savage, Barry et Oliver. Savage exige qu'ils leur livrent Kendra et Carter, sinon il détruira Central City et Star City. Barry et Oliver élaborent un plan pour battre Savage, mais tout tourne mal quand Kendra n'arrive pas à utiliser ses pouvoirs. Savage la tue ainsi que Carter avant d'utiliser le bâton pour détruire Central City. Barry s'échappe et remonte dans le temps jusqu'à la négociation initiale avant que tout le monde ne meure. Barry informe Oliver de son voyage dans le temps et des erreurs qui ont mené à la défaite. Ils changent leur approche du plan et Barry est en mesure de voler le bâton. Lui et Oliver l'utilisent sur Savage, le transformant en cendres. 
Kendra et Carter décident d'utiliser leurs pouvoirs pour aider les autres dans une autre ville. Cisco offre à Kendra un dispositif de suivi. Oliver accepte les conditions de Samantha pour qu'il voie William. Même si Barry encourage Oliver à parler de William à Felicity (elle n'a jamais entendu parler de lui en raison du voyage dans le temps de Barry), il décide de continuer à garder le secret pour elle. Malcolm recueille les cendres de Savage en chuchotant: « Tu m'en dois un, mon pote. » 

## Distribution

### Personnages principaux et récurrents
- Grant Gustin : Barry Allen / Flash[3],[4]
- Stephen Amell : Oliver Queen / Arrow / Green Arrow[3],[4]
- Emily Bett Rickards : Felicity Smoak[3],[4]
- Candice Patton : Iris West[5]
- Danielle Panabaker : Caitlin Snow[3]
- Carlos Valdes : Cisco Ramon[3],[4]
- Tom Cavanagh : Harrison "Harry" Wells[3]
- Jesse L. Martin : Joe West[3]
- John Barrowman : Malcolm Merlyn[3],[4]
- Willa Holland : Thea Queen / Speedy[3],[4]
- David Ramsey : John Diggle[3]
- Ciara Renée : Kendra Saunders / Hawkgirl[3],[4]
- Falk Hentschel : Carter Hall / Hawkman[6]
- Casper Crump : Vandal Savage[7]
- Anna Hopkins : Samantha Clayton[3],[4]
- Katie Cassidy : Laurel Lance / Black Canary[8]

Remarque : bien qu'il soit crédité, Paul Blackthorne n'apparaît pas dans l'épisode d'Arrow .

### Invités

#### The Flash
- Neal McDonough : Damien Darhk[3]
- Teddy Sears : Jay Garrick[3],[9]
- Shantel VanSanten : Patty Spivot[3]

#### Arrow
- Peter Francis James : Dr. Aldus Boardman[10]

## Production

### Développement
En janvier 2015, le président de la CW, Mark Pedowitz, a déclaré vouloir faire un crossover Arrowverse chaque saison  après celui de l'année précédente (Flash contre Arrow).  En juillet 2015, Andrew Kreisberg, créateur et producteur exécutif des deux séries, a confirmé que les huitièmes épisodes de la quatrième saison d'Arrow et la deuxième saison de Flash seraient un crossover en deux parties.  Le mois suivant, il a révélé que le crossover aiderait à poser les bases de la nouvelle série spin-off Legends of Tomorrow . Kreisberg a déclaré : « Arrow et Flash aident à mettre ces choses en place, à la fois de manière grande et petite, ce qui est très agréable… Il va se passer beaucoup de choses avant le crossover, qui sert de pilote pour la série Legends of Tomorrow ».  
Kreisberg a décrit le croisement entre les deux séries comme « un super-héros à emporter ! », Il déclare que « c'est fou de les avoir tous ensemble. » Contrairement au crossover de 2014, qui était deux aventures distinctes qui impliquaient chaque série, Marc Guggenheim, producteur exécutif dArrow, a déclaré que « cette année, c'est un crossover fou qui se déroule sur deux épisodes liés. Cela ressemble vraiment à un film de 2 heures [diffusé] sur deux nuits. » Kreisberg et Guggenheim ont également rassuré les fans : les deux épisodes ne se concentreraient pas uniquement sur la mise en place de la nouvelle série. Le crossover est toujours basé sur les aventures d'Oliver Queen et de Barry Allen. « Dans ces épisodes, il se passe des choses importantes pour les récits de Flash et d'Arrow », a déclaré Kriesberg.  
Dans l'épisode de Flash, Caitlin et Harry créent un médicament appelé Velocity 6 pour augmenter la vitesse de Barry afin qu'il affronte Zoom. Kreisberg a commenté qu'« il est sûr de dire qu'il y aura quelques itérations supplémentaires de cette formule », mais les téléspectateurs devront attendre et voir comment tout se déroule et les effets du sérum. Teddy Sears (qui joue Jay Garrick, un bolide qui utilise la drogue rétablissant temporairement sa vitesse) a déclaré que si son personnage n'était pas déterminé à restaurer sa vitesse, Velocity 6 présente une solution intéressante qui le tentera en raison de ses « souvenirs obsédants » de sa vie antérieure avec des pouvoirs.

### L'écriture
En juillet 2015, Greg Berlanti, créateur et producteur exécutif des deux séries, a déclaré : « Nous venons juste d'annoncer la nouvelle la semaine dernière, et... nous sommes vraiment excités. Une belle histoire s'annonce vers la fin de l'automne, au début de l'hiver. Cette année, notre véritable espoir est de créer un crossover encore plus grand et encore plus gratifiant pour le public que les dernières années [sic] ».
Les scripts du crossover ont été écrits en septembre 2015. Berlanti a créé l'histoire de l'événement, et Kreisberg et Guggenheim ont contribué à l'élaboration de l'histoire des épisodes Flash et Arrow, respectivement,. 

### Tournage
Le tournage a eu lieu du 25 septembre 2015 au 15 octobre 2015,. Ceux de Flash ont été réalisés par Ralph Hemecker, et ceux d'Arrow par Thor Freudenthal. Berlanti a discuté du cauchemar logistique de réunir les trois séries puisque les deux premiers épisodes de Legends of Tomorrow avaient déjà été tournés. Falk Hentschel, qui joue Carter, a décrit le tournage comme « un marathon d'acteurs » passant constamment d'un plateau à l'autre pendant la journée, mais il s'est bien amusé.

## Diffusion
Le crossover devait être diffusé lors d'une projection exclusive de fans organisée par AT&T le 22 novembre 2015, mais elle a été annulée pour laisser plus de temps pour que les effets visuels soient terminés,. La première partie (Flash) a été diffusée le 1er décembre, suivie de la seconde partie (Arrow) le 2 décembre, toutes deux sur CW.  Le croisement a été diffusé simultanément avec les États-Unis diffusés au Canada sur CTV.  

### Autres médias
Les épisodes sont sortis sur Blu-ray et DVD, avec le reste de la deuxième saison de Flash le 6 septembre 2016 et la quatrième saison d'Arrow le 30 août 2016. Les bonus incluent les coulisses, des commentaires audio, des scènes supprimées et un bêtisier,.

## Accueil

### Évaluations
Les épisodes ont reçu des critiques globalement positives. L'épisode de Flash a attiré le plus grand nombre de téléspectateurs de la saison 2, avec 12% de téléspectateurs de plus par rapport à l'épisode précédent, "Gare au gorille".  Il était en baisse de 12% par rapport au crossover de l'année précédente. La diffusion canadienne de Flash a été regardée par 2 millions de téléspectateurs, le plus grand nombre de téléspectateurs pour cette soirée-là et le troisième pour la semaine.   
L'épisode d'Arrow a attiré le plus grand nombre de téléspectateurs de la saison quatre, le plus grand succès depuis le crossover de l'année précédente avec Flash le 3 décembre 2014. Le nombre de téléspectateurs s'est amélioré de 36 % et le nombre de téléspectateurs de 18-49 ans ont augmenté de 27 % par rapport à l'épisode précédent, "Sauver la paix". La série Arrow a attiré 1,81 million de téléspectateurs au Canada, le quatrième en importance pour la journée et le septième pour la semaine.  
Les deux séries ont connu un taux de visionnage élevé pendant la saison malgré les notes en baisse par rapport au crossover de l'année précédente.  
Cependant, Les Legends ont reçu des réponses mitigées.   

### Critique
Alasdair Wilkins, de The AV Club, a décrit le crossover comme « un grand film de 90 minutes », et a constaté que ce n'est que lorsque le téléspectateur connaît bien le contexte qu'il devient évident qu'il y a deux intrigues à partir de séries distinctes. Wilkins a trouvé charmant que "Les Légendes d'aujourd'hui" et "Les Légendes d'hier" « opèrent à une échelle plus épique » que les épisodes habituels des séries. L'histoire de la paternité d'Oliver semblait grinçante pour Wilkins, et il a noté que les épisodes étaient adaptés « pour mettre en place le dernier spin-off ». Malgré ces défauts, il a trouvé « l'effet global de ce crossover à deux parties... sacrément impressionnant » et « l'histoire de l'équipe... assez grande pour être plus que la somme de ses parties ». 
Alice de Walker a également noté que le crossover a eu du mal à mettre en place la série Legends of Tomorrow. Elle a estimé que les histoires étaient trop chargées, critiquant les producteurs pour « planter plus de graines qu'ils ne pourraient en récolter ». Elle a estimé que les croisements avaient cessé d'être « une façon amusante de contraster les deux séries » maintenant qu'ils devaient créer un nouvel univers.  

#### Flash
Le site d'agrégateur d'avis Rotten Tomatoes a donné une note de 83%, basée sur 12 avis pour l'épisode. La critique du site se lit comme suit : « Bien que les intrigues ne soient pas particulièrement inspirées, les moulages talentueux et enchanteurs de Flash et Arrow font de cet épisode croisé une joie indéniable à regarder ». 
Jesse Schedeen de IGN a donné à l'épisode Flash une note de 7,5 sur 10. Il a critiqué « la stimulation changeante et la progression de l'histoire » de l'épisode et étant donné son « scénario en deux parties légitime », il a été déçu qu'il ne soit pas plus cohérent que le crossover de l'année précédente. Il a estimé que le crossover « avait un début assez difficile » et s'est demandé si les personnages d'Arrow étaient réellement nécessaires au scénario. Malgré cela, Scheden a déclaré qu'« il avait beaucoup de plaisir à voir les deux équipes se croiser et affronter un monde de plus en plus étrange de héros et de méchants » et attendait avec impatience une conclusion. Scott Von Doviak de The A.V. Club a décerné à l'épisode un "A", en disant : « "Les Légendes d'aujourd'hui" est un excellent exemple de la façon de bien faire ce crossover. » Il a noté que l'épisode a tissé des scénarios en cours « dans une aventure expansive de l'univers DC » en le qualifiant de « sortie la plus purement agréable de la saison jusqu'à présent ». 
Dave Trumbore de Collider a donné à l'épisode de Flash 3 étoiles sur 5, en disant : « Non seulement "Les Légendes d'aujourd'hui" - et en particulier Hawkman et Hawkgirl - est une réussite en présentant la plupart des principaux acteurs de Legends of Tomorrow, il a également fourni une configuration solide pour le nouvel épisode d'Arrow, "Les Légendes d'hier". » Il a décrit le spectacle comme « un grand plaisir aventureux mais a eu le même problème que celui du crossover de l'année précédente en ce sens que quand il a donné du temps d'écran à Flash il a perdu de vue sa propre identité ». 
Donnant à l'épisode une note de 7,5 sur 10, Eric Walters de Paste a déclaré que « Contrairement à l'année dernière, "Les Légendes d'aujourd'hui" ne ressemblait pas à un épisode Flash mettant en vedette Team Arrow. » Il s'attendait à ce que le crossover 2015 soit plus grand que les années précédentes, notant: « C'est le cas, mais il est également loin d'être terminé. » Il a estimé que "Les Légendes d'aujourd'hui" n'était pas tellement un épisode de Flash, mais plutôt « la première moitié de quelque chose de beaucoup plus grand. » En fin de compte, il souhaitait que « le spectacle l'ait pleinement adopté ».    
Mike Cecchini de Den of Geek a donné à l'épisode 3,5 étoiles sur 5, en disant : « Je suis vraiment étonné de voir à quel point "Les Légendes d'aujourd'hui" fait du travail sans devenir un énorme gâchis. » Il l'a décrit comme « une histoire en deux parties » et a conclu : « Au milieu de tout ça, Legends of Tomorrow et le plaisir de rassembler les équipes, "Les Légendes d'aujourd'hui" parvient toujours à faire avancer le scénario principal de la saison 2 de Flash de deux ou trois manières soignées».   

#### Arrow
Rotten Tomatoes a donné une note de 88%, basée sur 17 avis. Le consensus critique du site  et : « Cette conclusion satisfaisante de l'événement de croisement le plus ambitieux offre encore quelques surprises passionnantes et révèle des possibilités alléchantes pour le plus large Arrowverse ». 
Jesse Schedeen a donné une note de 8,7 sur 10, notant que l'épisode Flash a été « asservi à la configuration » tandis qu'« Arrow arrive à s'amuser avec le gain ». Il a estimé que les problèmes de rythme et de scénario dans Legends of Tomorrow, présents dans l'épisode de Flash, ont été résolus de manière satisfaisante. L'inclusion des flashbacks et des voyages dans le temps lui a donné « une plus grande portée et un sens dramatique supplémentaire. » De plus, la sous-intrigue d'Oliver Queen a permis à Stephen Amell « de montrer un côté différent, plus vulnérable de son personnage ».  
Alisdair Wilkins a décerné à l'épisode un B + en notant « à quel point le dynamisme de la série est meilleur par rapport à l'année précédente ». Il a ajouté que "Les Légendes d'hier" montre le conflit d'Oliver qui hésite entre garder ses amis en sécurité et reconnaître qu'il ne peut pas gagner sans eux.  
Dave Trumbore a estimé que l'épisode d'Arrow avait lié l'introduction de Hawkgirl et Hawkman et de leur ennemi juré Vandal Savage. Il avait effectivement organisé le lancement sur CW, à la mi-saison, le spin-off Legends of Tomorrow . Il lui a donné 4 étoiles sur 5. Il a ajouté que les crossovers spéciaux « font un travail fantastique pour révéler le monde plus large que celui que les héros et méchants partagent ».  Jonathon Dornbush a été impressionné par la performance de Carlos Valdes, qui joue Cisco Ramon, déclarant : « Alors qu'Oliver occupe naturellement le devant de la scène - et Stephen Amell intensifie la tâche, donnant sans doute sa meilleure performance à ce jour - Carlos Valdes arrive aussi à voler la vedette pour la moitié du crossover de Flash ». 
Mark Rozeman de Paste a donné à l'épisode d'Arrow une note de 8,8 sur 10, déclarant que l'épisode « a la liberté de jouer avec ses jouets un peu plus » par rapport à la « quantité inévitable de construction du monde et de trame de fond [qui] s'est retrouvée massivement enlisée la première partie du crossover. » Il a senti que le crossover était amusant et un « bon moment plein d'entrain ». Mike Cecchini était heureux que l'épisode ne soit pas « une autre heure de série servie aux fans avec peu de substance » et a estimé que "Les Légendes d'hier" était un « très bon » épisode d'Arrow. Il a salué la performance de Stephan Amell et a souligné que « les deux équipes ont vraiment bien gélifié, et tout comme Barry et Oliver se sentaient comme de vrais amis pendant les moments dramatiques de l'épisode, Flash et Green Arrow se sentaient comme des coéquipiers naturels pendant les moments héroïques. » Il a donné à l'épisode 3,5 étoiles sur 5.

### Crossover
Collider.com a nommé le deuxième crossover de Flash et Arrow l'un des 10 plus grands moments de super-héros de 2015, déclarant que « le crossover de deux nuits a été un grand succès, réaffirmant le plaisir qu'ils ont eu à construire l'univers et attisant le désir de le voir continuer de croître ». Zap2it a également nommé "Les Légendes d'aujourd'hui" et "Les Légendes d'hier" comme l'un des meilleurs épisodes télévisés de 2015.  